# Pāota
Pāota är en ort i Indien.   Den ligger i distriktet Dausa och delstaten Rajasthan, i den centrala delen av landet, 190 km söder om huvudstaden New Delhi. Pāota ligger 238 meter över havet och antalet invånare är 15 473.
Terrängen runt Pāota är platt. Runt Pāota är det tätbefolkat, med 356 invånare per kvadratkilometer. Närmaste större samhälle är Mahwah, 9,8 km norr om Pāota. Trakten runt Pāota består till största delen av jordbruksmark.